# La esclava blanca
La esclava blanca  —en inglés: The White Slave— es una serie colombiana producida por Caracol Televisión  y protagonizada por Nerea Camacho, Orián Suárez Herrera, Modesto Lacen, Miguel de Miguel y Norma Martínez. La serie relata la historia de una Española que regresa a América haciéndose pasar por una marquesa para liberar a su familia de la esclavitud, buscar justicia por la muerte de sus padres y reencontrarse con el amor de su infancia.
En Colombia, la serie tuvo su estreno el 26 de enero de 2016 a través de Caracol Televisión, y su último capítulo se emitió el 25 de abril de 2016. La serie tuvo una buena recepción por parte de la crítica por la forma en que abordó la temática de la esclavitud en Colombia. Durante su emisión, la serie se convirtió en la más vista en la televisión Colombiana.

## Sinopsis
La Esclava Blanca sigue la vida de Victoria, una mujer conocida como marquesa que llega a América para casarse con un próspero comerciante. Sin embargo, su verdadero pasado es diferente: años atrás, en la misma ciudad, fue rescatada de la muerte y criada en secreto por esclavos que se convirtieron en su familia. Más tarde, fue separada de ellos y enviada a España porque la sociedad no permitía que una mujer blanca viviera con esclavos. Victoria regresa bajo una identidad falsa para buscar justicia y liberar a su familia. Dispuesta a enfrentar cualquier obstáculo para rescatar a sus seres queridos de la esclavitud, vengar la muerte de sus padres y reunirse con Miguel, el hombre que ama profundamente.

## Producción
La producción de la serie se convirtió en la más costosa en la historia de la televisión Colombiana con 9.4 millones de dólares de inversión, superando así a las cifras invertidas en otras series exitosas como la tercera temporada del Capo y de Escobar, el patrón del mal que ocupan el segundo y el tercer puesto respectivamente. En cuanto al proceso de creación de ésta, Liliana Bocanegra, directora de la serie comenta que no pudo negarse a aceptar la propuesta de dirigir esta serie ya que contar la historia sobre la esclavitud en Colombia era un reto para ella. Bocanegra asegura que dirigir La esclava blanca es una oportunidad para reflexionar sobre los orígenes de la cultura colombiana y de poder adentrarse en un mundo desconocido, únicamente accesible gracias a los trazos escritos de la historia.
| Cuando me plantearon la posibilidad de hacer esta serie...fue decir que sí. No había manera de negarme a contar una historia sobre la esclavitud en Colombia. Irnos hacia atrás, hacía los orígenes de nuestra cultura y de nuestra historia [...] sobre todo adentrarse en ese mundo que uno no conoce, que solamente lo sabe por los libros cuando estaba en el colegio. —Liliana Bocanegra, directora de La esclava blanca. |

En cuanto al casting para la serie, Juliana Barrera, productora ejecutiva, comenta que estaban en la búsqueda de actores nuevos. Para ella: «Lo básico del casting era tener caras nuevas para nuestro país, porque lo realmente primordial es que la gente se enganche con los personajes y no con el actor que hay detrás, más en un tema tan delicado como la esclavitud». Para el casting de la actriz que representaría a la protagonista de la historia contemplaron varias opciones: «[...] Colombianas hablando como españolas, españolas tratando de hablar como colombianas y en esta búsqueda dimos con Nerea Camacho.» La actriz española de 19 años (al rodar la serie) es la ganadora del premio Goya por su papel en la película Camino, galardón que recibió a los 12 años.
La producción de la serie se llevó a cabo en diferentes ubicaciones de la costa Caribe colombiana y en el centro del país para poder reflejar la Colombia del siglo XIX. Santa Marta, Cartagena, el Valle del Cauca, Bogotá, La Guajira, Medellín y los alrededores de estas ciudades fueron los escenarios elegidos. La producción tuvo la oportunidad de filmar varias de sus escenas en la Quinta de San Pedro Alejandrino, la hacienda donde vivió sus últimos días Simón Bolívar y que por primera vez permitió el rodaje de una producción. Para la reconstrucción del pueblo de Palenque, se construyeron cabañas rodeadas de una empalizada de 300 metros. Con el objetivo de hacer las escenas lo más fiel a la realidad posible, muchas de las armas utilizadas en los enfrentamientos que tienen lugar en la serie como las ballestas y los sables fueron construidas por el equipo de la producción e igualmente traídas desde el extranjero.
La serie maneja un estilo cinematográfico que se ve reflejado en la calidad de las imágenes y los planos utilizados. Las cámaras utilizadas durante la producción fueron las F55 con óptica leica, con el apoyo de grúas, steadicams y drones .

## Recepción
La serie tuvo una buena acogida inicial por parte de varios medios de comunicación nacionales. Como punto a favor, se resalta el hecho que la serie proponga algo diferente a lo que se estaba viendo en los últimos años en la televisión colombiana: las series que trataban el narcotráfico o las novelas basadas en la vida de personajes famosos. La producción de época fue comparada con otras del mismo género que han tenido éxito en el país tales como María, Escalona, Rauzán, La saga, negocio de familia y La pola. Omar Rincón, crítico de televisión del periódico El Tiempo destaca la temática histórica de la serie ya que «Verla es una excelente oportunidad de reencontrarnos con nuestro ser afro que nos hace colombianos»
Sin embargo, el crítico también menciona que la serie nos recuerda las injusticias que se siguen viviendo hoy en día en el país al afirmar que «no fue hace cuatro siglos que aquí explotábamos a los afros, sino que sigue siendo la misma historia hoy cuando los “buenos mestizos” criollos con su dinero excluyen a la inmensidad afro de la sociedad del bienestar.»
El sitio Elpulzo.com añade que la serie «reivindica a los actores de raza negra», los cuales no han gozado de suficiente inclusión en las producciones nacionales. El aspecto visual de La esclava blanca fue también apreciado por los críticos. Rincón asegurá que «la producción es potente en visualidades y paisajes» y «la belleza de las mujeres y los hombres afros es alucinante.», mientras que el sitio Laterminaltv.com aprecia «[...] las excelentes tomas aéreas y magníficas locaciones naturales». Por su parte, el sitio Masguau.com rescata como «muy loable el trabajo de la producción que logró hallar locaciones idóneas que gracias a un milimétrico trabajo de arte nos transportan de manera silenciosa a cada época en la que se desarrolla la serie.» El sitio también destaca la dirección de arte de Guarnizo y Lizarralde que se aprecia en «Los pequeños detalles que van desde el recrear la verdadera comida de los esclavos, pasando por las coloridas habitaciones de los hacendados que contrastan con las deprimentes condiciones en las que los esclavos vivían»
Sin embargo, el exceso de atención a los pequeños detalles fue una de las críticas que hizo Rincón al referirse al vestuario y a la apariencia de las esclavas en la serie. El crítico comenta «Cada moña de las mujeres y cada detalle las hace ver no como esclavas, sino como modelos de pasarela de una feria de moda. ¿Mal? No. Solo un poco extraño ver tanto ‘fashion’ en los atuendos de los que sufren.»

## Audiencia
Después del éxito obtenido por Las hermanitas Calle, La esclava blanca se convirtió en el nuevo estreno del canal Caracol, cuya transmisión inició el 26 de enero de 2016. Ese mismo día, el canal RCN inició la transmisión de Contra el tiempo. La producción del Canal Caracol ocupó la primera posición en sintonía con 11.1 puntos de audiencia, mientras que el estreno de RCN ocupó la tercera posición con 9.7 puntos de audiencia. Anónima, también producción de RCN; ocupó el segundo lugar.
Luego de un mes de estar al aire, La esclava blanca logró mantener el primer lugar de sintonía con un promedio de 10,4 puntos de audiencia. Anónima pasó a ser el contrincante principal de la producción de Caracol, ocupando el segundo lugar de sintonía en el mismo lapso de tiempo. La producción mantuvo el liderato en sintonía durante varias semanas más hasta el estreno del concurso de canto A otro nivel, también del Canal Caracol. Las dos emisiones disputaron el primer lugar durante varias semanas hasta que La esclava blanca entró en su recta final y logró mantener el liderato nuevamente. Su capítulo final se convirtió en el más visto de la serie al conseguir 13.8 puntos de audiencia En sus 61 capítulos transmitidos en Colombia, la serie promedió 10.5 de audiencia.

## Controversia
Tras el estreno de la serie, muchos comentarios se hicieron en torno a la temática de la esclavitud y la forma en la que fue presentada. Algunas de las quejas ante el canal Caracol giraron en torno a los castigos a los que eran sometidos los esclavos en la serie, los cuales calificaron como violentos. También se criticó la agresión verbal hacia los esclavos en la serie donde algunos consideraron inapropiados los calificativos utilizados.
Frente a estas críticas, Rafael Antonio Díaz, historiador y director del departamento de Historia de la Universidad Javeriana, experto en África y en esclavitud, habló al respecto con el programa Doble Vía del Canal Caracol. Frente a los señalamientos de violencia excesiva hacia los esclavos, el experto comenta que «[...] efectivamente (estos tratos) ocurrieron, los azotes, la marca que es la carimba, las mutilaciones». En cuanto al lenguaje utilizado hacia los esclavos, Díaz afirma que ese fue «uno de los argumentos con los que Europa justificó la esclavitud desde África hasta América, es decir, considerar a los africanos como animales, indómitos, salvajes, primitivos [...] toda una serie de epítetos, de calificativos, de prejuicios. Entonces, en esa misma medida [...] eran tratados y considerados por muchos blancos como animales, brutos, ignorantes. Era la imagen degradada que construyó la sociedad esclavista colonial de los africanos esclavizados y de sus descendientes.» Juan de Dios Mosquera, director Movimiento Cimarrón y experto en la historia antigua de la comunidad afro también ratifica la veracidad de las imágenes utilizadas en la serie e incluso afirma que ellas son solo una pequeña muestra de lo que en realidad sucedía con los esclavos africanos y de todo el sufrimiento que hubo en aquella época.
Juliana Barrero, productora de la serie y también invitada al programa Doble Vía del Canal Caracol, comentó que todo lo que se ve reflejado en la serie es el resultado de un trabajo de investigación que busca retratar de la mejor manera posible no solo el aspecto violento de la esclavitud hacia los negros africanos sino también la importancia y la herencia cultural que han dejado en el territorio colombiano. Barrero comenta que en la serie se aprecian muchos de los momentos típicos de la cultura afro, como lo son los rituales de transición de las adolescentes, al igual que los bailes y la música presentes en los cabildos. De igual forma, se destacan los lambalús, aquellos cantos con los cuales la comunidad palenquera se despedía de sus muertos en los velorios.» En cuanto a la decisión de colocar al aire una producción como esta, Barrero afirma que «ningún tema debería estar vetado desde que esté bien tratado y contextualizado. La historia se debe conocer para no repetirse. Gracias a la serie se muestra como toda una generación de esclavos luchó para conseguir la abolición de la esclavitud.»

## Reparto[39]
- Nerea Camacho - Victoria Quintero / Lucía de Peñalver, Marquesa de Bracamonte
- Orián Suárez Herrera - Miguel Parreño
- Miguel de Miguel - Nicolás Parreño
- Modesto Lacen - Tomás
- Norma Martínez - Doña Adela Vda. de Parreño
- Ricardo Vesga - Enrique Morales
- Viña Machado - Eugenia Vda. de Upton
- Sergio Borrero - Moisés
- Miroslava Morales - Lorenza Aragón Yepes / Ayutunde
- Mauro Donetti - General Fidel Márquez
- Luciano D'Alessandro - Alonso Márquez
- Mauricio Figueroa - Pedro Caicedo "Pardo"
- Andrés Suárez - Capitán Francisco Granados
- Natasha Klauss - Ana de Granados
- Ana Mosquera - Milagros
- Paola Moreno - Remedios
- Carrell Lasso - Trinidad
- Cristina García - Isabel «Isabelita» Parreño
- Andrés Parra - Gabriel Márquez
- Leonardo Acosta - Dr. Arturo López
- Karoll Márquez - Jesús Pimentel
- Gianina Arana - Manuela Pimentel
- Teo Sierra Alberto
- Roberto Cano - Felipe Restrepo
- Juan José Franco - Padre Octavio Bocanegra
- Bárbara Perea - Hilaria
- Leo Sosa - Siervo
- Margoth Velásquez - Ángela Lucumí
- Pedro Roda - Damián Caicedo
- José Julián Gaviria - Jaime López
- Andrea Gómez - Catalina Restrepo
- María Angélica Salgado - Candela
- Tracy Andrade - Enith
- Arnold Cantillo - Julián
- Alejandra Taborda - Rosa «Rosita»
- Sara Deray -  Lucía de Peñalver, Marquesa de Bracamonte
- Sara Pinzón - Victoria Quintero (niña)
- Alfonso Polanco - Miguel Parreño (niño)
- Karina Guerra - Bunme
- Nina Caicedo - Sara
- Adrian Makala - Jefe Prudencio
- Jeka Garcés - Paca
- Sofía Jaramillo - Hilda
- Jefferson Quiñones- Rubén
- Luis Fernando Patiño - Soldado García
- Aroha Hafez Navarro - Sor Alicia Gonzaga
- Carlos Duplat - Abad Rangel (Director del frenocomio)
- Camilo Sáenz - Joaquín Márquez
- Luis Miguel Hurtado - Abdul
- Federico Nieto "El Gazi" - Dr. Hernando Tarazona
- Juliette Pardau - Isabel de Parreño
- Humberto Dorado - Ministro-Juez
- Javier Sáenz - Notario
- Héctor de Malba - Martín King
- Isabella García - Isabelita Parreño (niña)

## Premios y nominaciones

### Soap Awards France
| Año  | Categoría          | Nominado           | Resultado |
| ---- | ------------------ | ------------------ | --------- |
| 2018 | Telenovela del Año | Telenovela del Año | Nominada  |

### Premios India Catalina
| Año  | Categoría                                     | Nominado                           | Resultado |
| ---- | --------------------------------------------- | ---------------------------------- | --------- |
| 2017 | Mejor Telenovela o Serie                      | Mejor Telenovela o Serie           | Nominada  |
| 2017 | Mejor actriz antagónica de telenovela o serie | Norma Martínez                     | Nominada  |
| 2017 | Mejor banda sonora                            | Alejandro Ramírez Rojas            | Ganador   |
| 2017 | Mejor dirección de arte                       | Diego Guarnizo, Germán Lizarrralde | Ganadores |
| 2017 | Mejor fotografía                              | Andrés Gutiérrez, Alfredo Ruiz     | Ganadores |
| 2017 | Mejor edición de telenovela o serie           | Fabián Rodríguez Uscátegui         | Nominado  |

### Premios TVyNovelas
| Categoría                              | Nominado                         | Resultado |
| -------------------------------------- | -------------------------------- | --------- |
| Mejor telenovela                       | Mejor telenovela                 | Nominada  |
| Mejor director                         | Liliana Bocanegra y Mateo Stivel | Nominados |
| Mejor actriz protagónica de telenovela | Nerea Camacho                    | Nominada  |
| Mejor actriz antagónica de telenovela  | Norma Martínez                   | Nominada  |
| Mejor actor antagónico de telenovela   | Miguel de Miguel                 | Nominado  |
| Mejor actriz/actor revelación          | Paola Moreno                     | Nominada  |

### Produ Awards
| Año  | Categoría                    | Nominado                                                 | Resultado |
| ---- | ---------------------------- | -------------------------------------------------------- | --------- |
| 2017 | Mejor Super Serie            | Mejor Super Serie                                        | Nominada  |
| 2017 | Mejor Actor de Reparto       | Modesto Lacén                                            | Nominado  |
| 2017 | Mejor Director de Fotografía | Alfredo Ruiz, Andrés Gutiérrez y Carlos Arango de Montis | Nominados |

### Premios Tu Mundo
| Año  | Categoría                               | Nominado                     | Resultado |
| ---- | --------------------------------------- | ---------------------------- | --------- |
| 2016 | Novela o Serie Favorita                 | Novela o Serie Favorita      | Nominada  |
| 2016 | Protagonista Favorita de Novela o Serie | Nerea Camacho                | Nominada  |
| 2016 | Actriz Favorita de Novela o Serie       | Ana Harlen Mosquera          | Nominada  |
| 2016 | Actor Favorito de Novela o Serie        | Orián Suárez                 | Nominado  |
| 2016 | La Mala más Buena de Novela o Serie     | Norma Martínez               | Nominada  |
| 2016 | El Malo más Bueno de Novela o Serie     | Miguel de Miguel             | Nominado  |
| 2016 | La Pareja Perfecta de Novela o Serie    | Nerea Camacho & Orián Suárez | Nominados |

### Seoul International Drama Awards
| Año  | Categoría                    | Nominado                         | Resultado |
| ---- | ---------------------------- | -------------------------------- | --------- |
| 2016 | Mejor Telenovela/Serie Drama | Mejor Telenovela/Serie Drama     | Nominada  |
| 2016 | Mejor Dirección de Drama     | Liliana Bocanegra y Mateo Stivel | Nominados |
| 2016 | Mejor Guion de Drama         | Claudia Sánchez                  | Nominada  |

### Otros premios obtenidos
- Premio HOLA a la Excelencia en el Género Telenovela para: Modesto Lacén
- Premio de la Asociación de Cronistas del Espectáculo de New York "ACE" a Mejor Actriz: Nerea Camacho
- Premio de la Asociación de Cronistas del Espectáculo de New York "ACE" a Mejor Actor Característico: Modesto Lacén